# Mont Billiat
Le mont Billiat est un sommet du massif du Chablais, situé dans la vallée du Brevon, et qui culmine à 1 894 m. Il délimite la jonction entre les communes de Vailly, de La Vernaz et de La Baume (Haute-Savoie).

## Toponymie
Billiat dériverait du latin populaire bilia « tronc d'arbre, arbre sacré » ou du gaulois bilio « arbre » et que l'on retrouve aussi dans le latin médiéval billa. La montagne pourrait avoir auparavant comporté un arbre remarquable.
Pour les Gaulois, la totalité du monde était symboliquement représentée par un arbre. Le mot « arbre » avait une dimension symbolique, religieuse. On retrouve la référence aux arbres dans de nombreux oronymes de la région : Dru ou Doru « le chêne, l'arbre du monde » (aiguille du Dru, les Avoudrues, aiguille Doran) et Tanno « chêne » (pic de Tenneverge). De nombreux peuples traditionnels considéraient les montagnes comme des lieux sacrés.

## Géographie

### Situation
Dominant la Grande pointe des Journées, le mont Billiat constitue l'un des reliefs les plus septentrionaux du chaînon de la rive gauche de la Dranse de Morzine. Il délimite la jonction entre les vallées de la Dranse de Morzine et du Brévon au nord. Le col de la Buchille au sud le délimite de la pointe d'Ireuse et du Grand rocher de Niflon.

### Géologie
Le mont Billiat appartient à la nappe des Préalpes médianes plastiques. Il correspondrait au prolongement occidental du flanc nord-ouest de l'anticlinal de Nicodex qui transite via le mont Ouzon. Mais sa structure interne est compliquée par la présence d'une faille normale (faille du mont Billiat) qui dédouble le Jurassique supérieur et pourrait avoir induit des plissements secondaires. La trace axiale du pli est orientée NW-SE. Vers le nord-est, la transition vers la Grande pointe des Journées s'effectue au travers du synclinal de Jotty à cœur de formation des Couches rouges. Il définit aussi le vallon séparant les rochers du Jotty et de la Garde. Ces derniers constituent par ailleurs la charnière décapée des prolongements orientaux des plis anticlinaux du mont Billiat et de la Grande pointe des Journées. Vers le sud, le mont Billiat fait suite à une succession complexe de plis synclinaux et anticlinaux très resserrés qui marquent notamment la dépression entre les rochers du Jotty et la crête dominant le village de La Baume ou le col de la Buchille.
Les calcaires du Jurassique supérieur de la formation du Moléson constituent la majeure partie des falaises du mont Billiat et sont redressés presque à la verticale. Les terrains du Jurassique inférieur correspondent à la combe séparant les falaises inférieures de la crête sommitale. Les bancs calcaires spathiques constituent notamment le passage relativement difficile, et sécurisé par des chaines, avant d'accéder à la crête intermédiaire. Le Crétacé inférieur affleure partiellement dans les pâturages des versants nord et nord-ouest. Enfin la formation des Couches rouges (Crétacé supérieur - Éocène) constituent d'une part les parties basses du versant au niveau du sentier entre les chalets de la Buchille et de Pertuis ainsi qu'une partie du versant sud-est du mont Billiat. Enfin la formation de Cuvigne Derrey (Lutétien) affleure localement aux chalets de Pertuis. Le Jurassique moyen est absent du mont Billiat et n'apparaît qu'au nord vers la Grande pointe des Journées ou au sud-est vers la Balme et la pointe d'Ireuse.

## Histoire
La croix actuelle a été dressée par la section du secours en montagne de Bellevaux-Vailly en 1998. Elle succéderait à une précédente croix installée en 1988 pour célébrer les 10 ans de la section du secours en montagne,.

## Ascension
Compter environ une heure à une heure trente pour atteindre le sommet depuis les chalets de La Buchille, en passant par le col de Pertuis. Il existe une possibilité de faire une boucle en longeant la crête jusqu'au col de la Buchille.

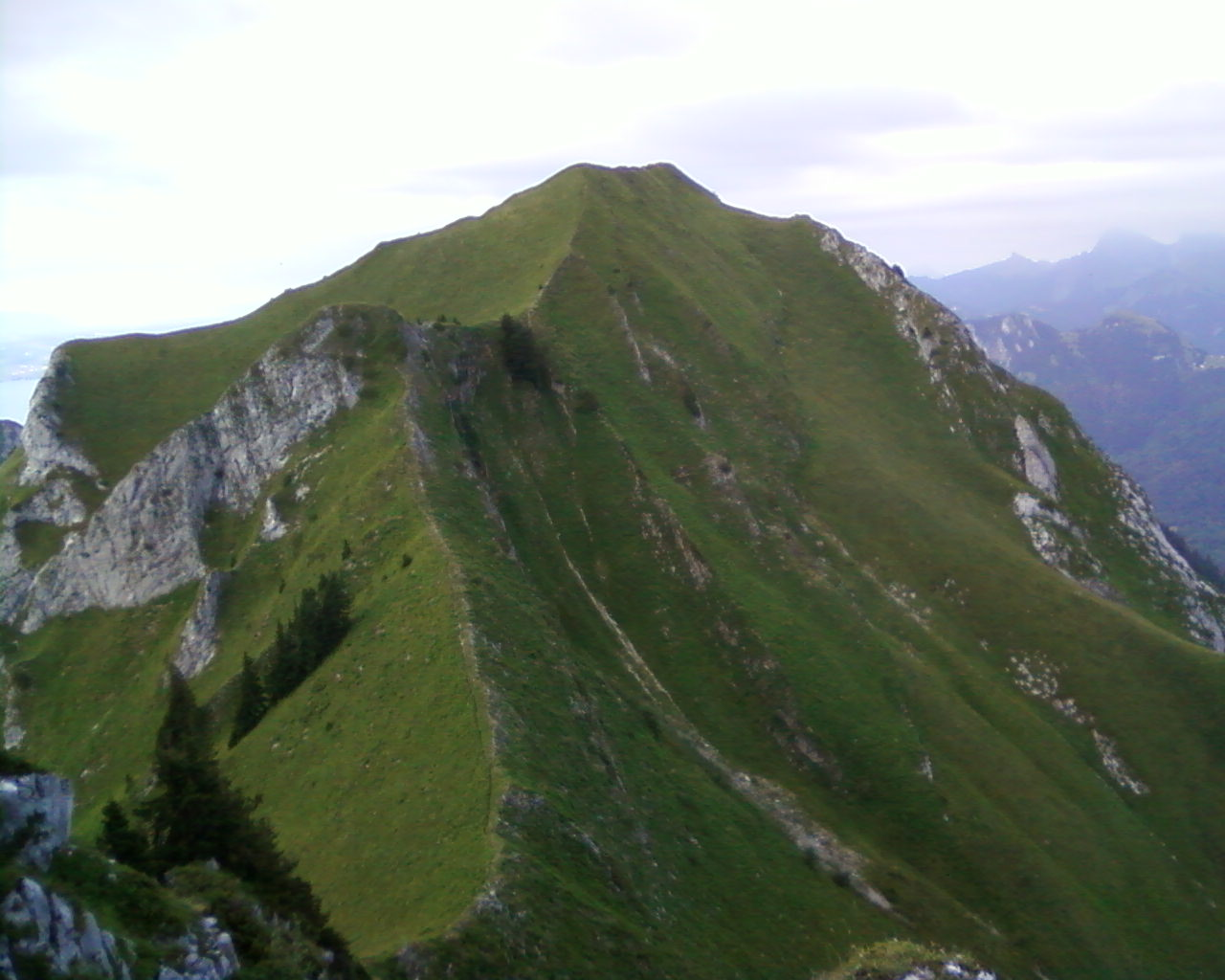
Crête du mont Billiat
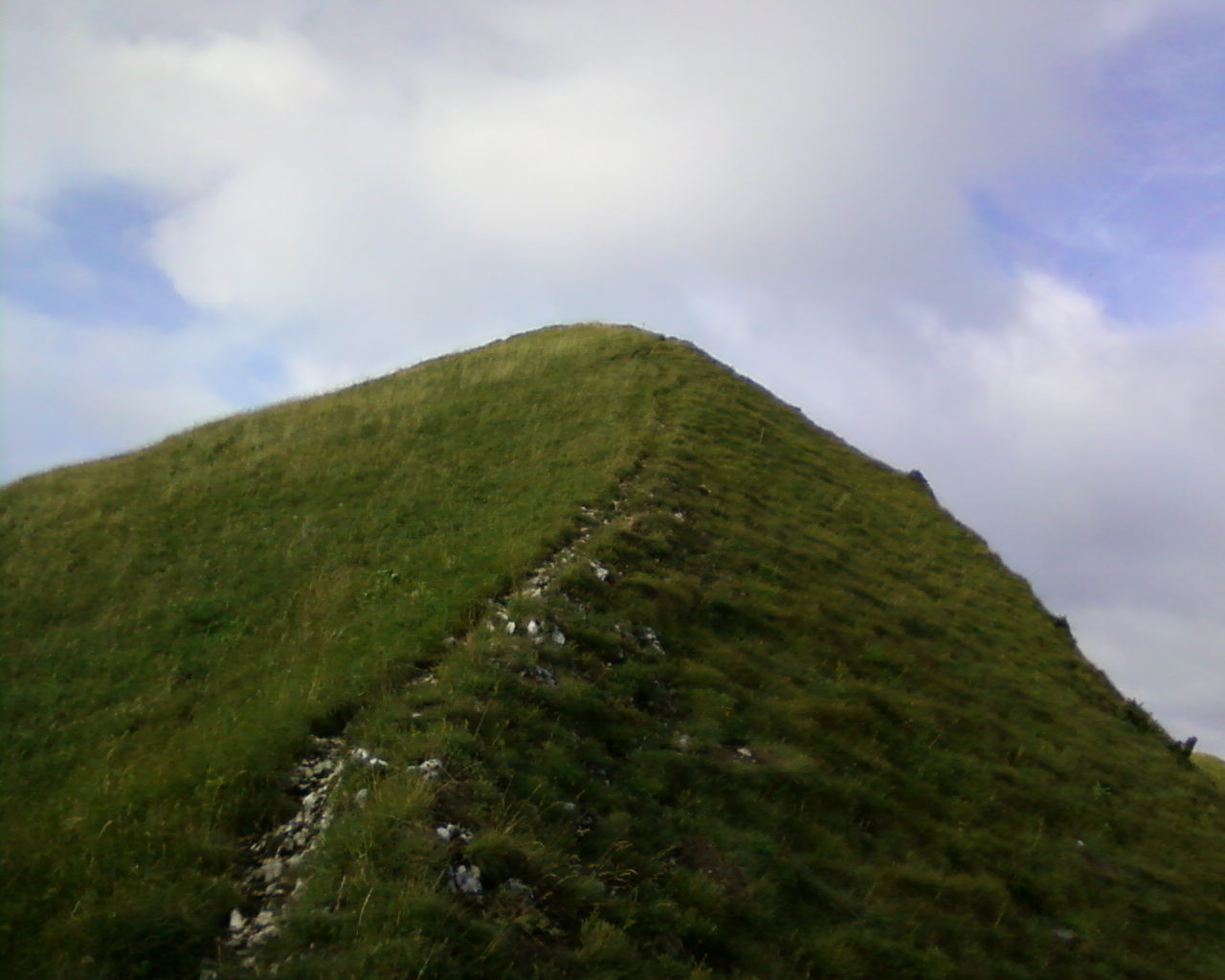
Crête du Billiat
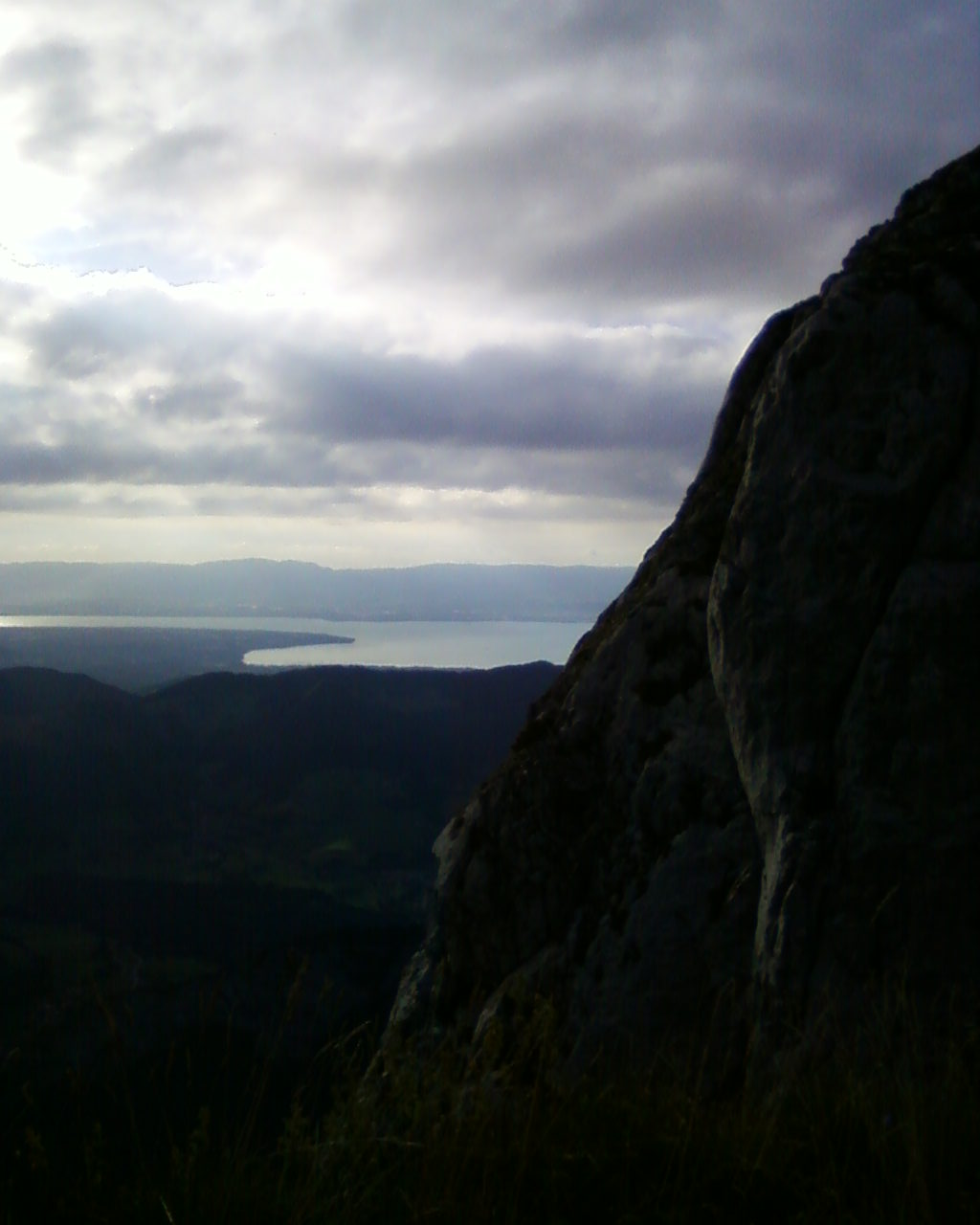
Le lac Léman vu de la crête du Billiat
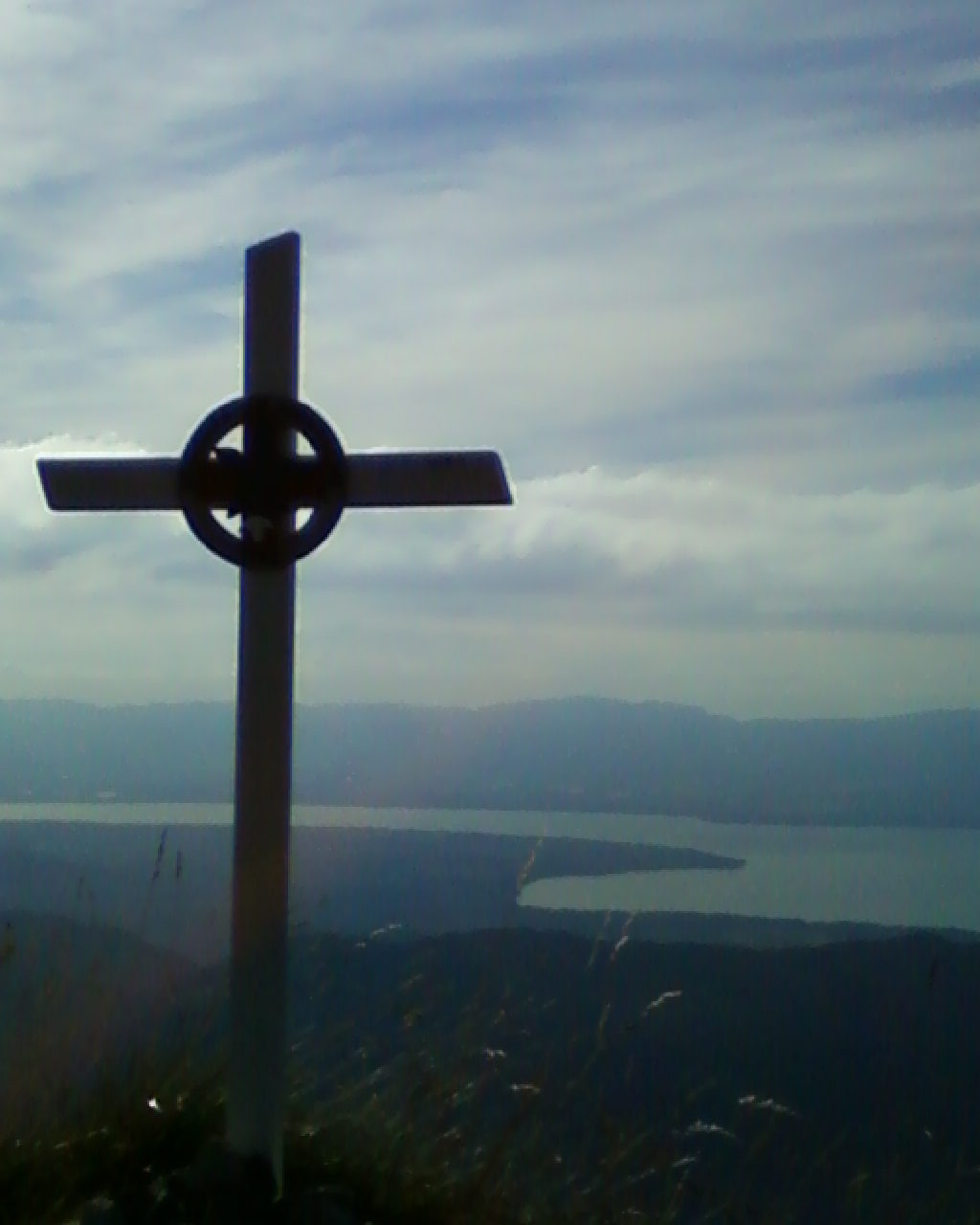
Vue depuis le sommet
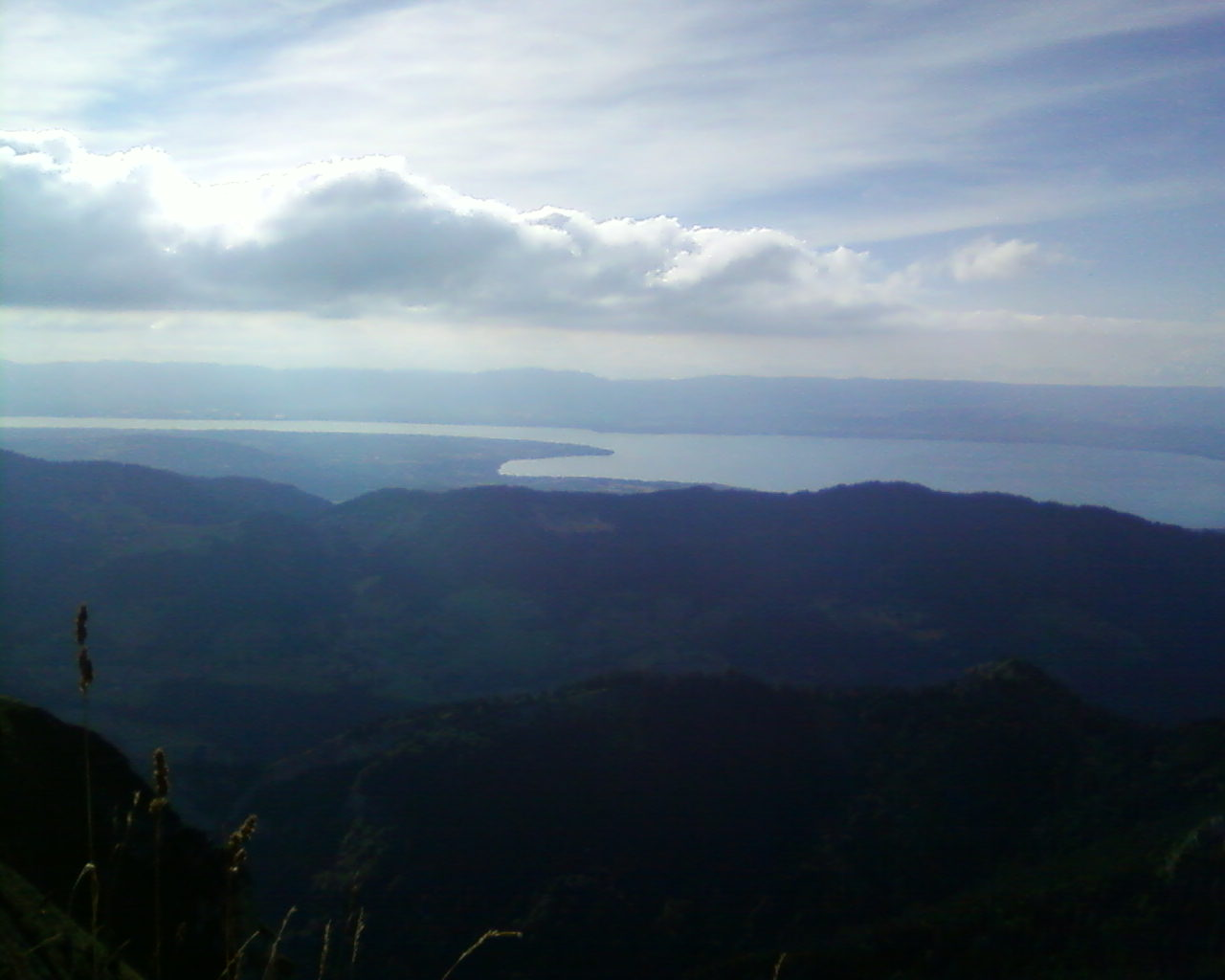
Le lac Léman vu du Billiat